# Stazione di Baranello
La stazione di Baranello è una stazione ferroviaria posta sul tronco comune alle linee Termoli-Venafro e Campobasso-Benevento. Serve il centro abitato di Baranello.
È situata a circa 5 km di distanza dal centro del comune.

## Storia
La stazione, inaugurata il 1º marzo 1883, è posta sul tronco comune alle linee Termoli-Venafro (tratta Campobasso-Isernia) e Campobasso-Benevento. Dalla fine degli anni 1990 è impresenziata.

## Strutture e impianti
La stazione è composta da un fabbricato viaggiatori a due piani, dotato di sala d'attesa interna, e di due binari passanti dotati di marciapiede per il servizio viaggiatori. Era presente uno scalo merci, poi soppresso.

## Movimento
La stazione aveva un buon traffico viaggiatori e merci, diminuito con l'avvento del trasporto su gomma. Dal 2013 è sospeso il regolare servizio viaggiatori sulla linea Benevento-Campobasso, riattivata dal 2017 per soli treni storici e/o turistici, mentre la linea Campobasso-Isernia è autosostituita dal 2020 per lavori di elettrificazione in corso.
A inizio 2011 era servita da 8 treni regionali al giorno (4 per Campobasso, 2 per Napoli Centrale e 2 per Benevento). A inizio 2020 era servita da 4 treni regionali al giorno (2 per Napoli Centrale e 2 per Campobasso). Al 2024, la stazione è servita da 3 autobus sostitutivi al giorno, con destinazioni Campobasso e Isernia.